# Kviriké Ier de Kakhétie
Kviriké Ier de Kakhétie (en géorgien : კვირიკე I) est un prince de Kakhétie et le fondateur de la dynastie dite des Kyriacides, qui règne de 893 à 918.

## Biographie
L'origine de Kviriké, qui règne pendant vingt-cinq ans, n'est pas connue, toutefois il est peut-être le fils ou plus probablement le gendre de Phadla Ier de Kakhétie dont il donne le nom à son fils et successeur.
En 914, il doit faire face à une attaque des Arabes menés par Abou l-Kasim qui prend possession des forteresses d'Oujarma et de Bochorma. La seconde lui est restituée après la signature d'un traité de paix.
L'année suivante, Kviriké Ier s'allie avec le roi Constantin III d'Abkhazie contre son voisin oriental, la petite principauté d'Héréthie dirigée par le prince Adarnassé II Patrikios (913-943). Les deux alliés se partagent les principales place fortes de l'Héréthie et la forteresse d'Orchobi revient à la Kakhétie.

## Postérité
À sa mort en 918, Kviriké Ier a pour successeur son fils Phadla II de Kakhétie.